# Майк Міллар
Майкл «Майк» Міллар  (англ. Mike Millar; 28 квітня 1965, Сент-Кетерінс, Онтаріо) - колишній професійний канадський хокеїст, нападник, виступав за команди АХЛ, НХЛ, Німецької хокейної ліги та Національної ліги А.

## Кар'єра

### Північна Америка
Майк Міллар розпочав свою ігрову кар'єру в 1982 році в клубі «Брантфорд Александерс» в хокейній лізі Онтаріо, недалеко від свого рідного міста. За два сезони він закинув 70 шайб. У 1984 році в шостому раунді Драфта НХЛ під 110 номером був обраний Гартфорд Вейлерс.
Але його дебют в Національній хокейній лізі відбувся лише через два роки. Спочатку він був відправлений в клуб OHL «Гамільтон Стелхоукс». Він набрав 88 очок за 69 ігор. В 1986 році він приніс «Гартфорд Вейлерс» перемогу 6:2 над «Едмонтон Ойлерс‎» закинувши свою першу шайбу у першому матчі. Велику частину часу, він проводив у складі фарм-клубу в команді «Бінгемтон Вейлерс» Американської хокейної ліги. 6 липня 1988 року він був переведений разом зі своїм товаришем Нілом Шихі до Вашингтона. Гартфорд отримав як компенсацію гравців Дженнінгса Гранта та Еда Кастеліка. Але навіть тут, Міллар провів більшу частину свого часу в фарм-клубі, «Балтимор Скіпджек» в АХЛ. 2 жовтня 1989 року відбувся черговий обмін гравцями в результаті якого Міллар був направлений в Бостон Брюїнс‎. У фарм-клубі «Мен Марінерс» він зіграв 60 з 75 ігор сезону. У 1990‎ році зіграв всього сім матчів протягом сезону в Торонто Мейпл-Ліфс‎, більшу частину ігрового сезону він провів у «Ньюмаркет Сейнт».

### Європа
У 1991 році Майк кардинально змінює кар'єру гравця відправившись до Європи, а саме Кауфбойрена. У наступному році він зробив коротку поїздку до Швейцарії в ЕХК «Кур». У 1993 році він підписує контракт з Кассель Хаскіс. Протягом сезону 1997/98 він переїхав у «Франкфурт Лайонс», але не закріпився в основному складі і зрештою закінчив 1998 рік він, нарешті, прийшов до «Нордгорн», який збанкрутів в наступному році. Таким чином, він знову змінив клуб, цього разу виступав в Гамбурзі за місцевий клуб, з яким він вилетів в другу Бундеслігу. Після недовгого перебування в складі ХК «Бремергафен» (провів шість матчів) Майк повернувся до Канади.
Після повернення з Європи, він закінчив свою кар'єру в 2003 році в «Дандас Реал МакКої» в хокейній лізі Онтаріо.
Серед досягнень входження до команди усіх зірок на Кубок Шпенглера 1985.